# Institute for Justice & Democracy in Haiti
L’Institute for Justice & Democracy in Haiti, IJDH est une organisation non gouvernementale basée à Joseph, dans l'État de l'Oregon aux États-Unis, dont le but est d'accompagner le peuple de Haïti dans son combat non violent pour la consolidation d'une démocratie constitutionnelle, la justice et les droits humains.
L'IJDH offre des informations sur la condition des droits humains en Haïti, défend des procès dans les cours haïtiennes, américaines et internationales, et organise des campagnes de sensibilisation et des plaidoyers humanitaires avec des organisations de Haïti et d'ailleurs. L'IJDH est fondé en février 2004 dans le tumulte d'un coup d'État qui renverse le gouvernement constitutionnel et démocratiquement élu de Haïti. L'Institut entretient un rapport privilégié avec sa filiale haïtienne, le Bureau des avocats internationaux.